# 1951年ウィンブルドン選手権
1951年 ウィンブルドン選手権（1951ねんウィンブルドンせんしゅけん、The Championships, Wimbledon 1951）に関する記事。イギリス・ロンドン郊外にある「オールイングランド・ローンテニス・アンド・クローケー・クラブ」にて開催。

## シード選手

### 男子シングルス
1. フランク・セッジマン　（ベスト8）
2. ヤロスラフ・ドロブニー　（3回戦）
3. アーサー・ラーセン　（ベスト8）
4. バッジ・パティー　（2回戦）
5. ハーバート・フラム　（ベスト4）
6. ディック・サビット　（初優勝）
7. ケン・マグレガー　（準優勝）
8. エリック・スタージェス　（ベスト4）
9. ガードナー・ムロイ　（3回戦）
10. レナート・ベルゲリン　（ベスト8）

### 女子シングルス
1. ルイーズ・ブラフ　（ベスト4）
2. マーガレット・オズボーン・デュポン　（ベスト8）
3. ドリス・ハート　（初優勝）
4. シャーリー・フライ　（準優勝）
5. ベバリー・ベーカー　（ベスト4）
6. パトリシア・カニング・トッド　（試合開始前に棄権）
7. ナンシー・チャフィー　（ベスト8）
8. ジーン・ウォーカー・スミス　（ベスト8）

### 男子ダブルス
1. フランク・セッジマン＆ ケン・マグレガー
2. ガードナー・ムロイ＆ ディック・サビット
3. ハーバート・フラム＆ アーサー・ラーセン
4. ヤロスラフ・ドロブニー＆ エリック・スタージェス

### 女子ダブルス
1. ルイーズ・ブラフ＆ マーガレット・オズボーン・デュポン
2. ドリス・ハート＆ シャーリー・フライ
3. バーバラ・デビッドソン＆ パトリシア・カニング・トッド
4. ナンシー・チャフィー＆ ベバリー・ベーカー

### 混合ダブルス
1. エリック・スタージェス＆ ルイーズ・ブラフ
2. フランク・セッジマン＆ ドリス・ハート
3. ケン・マグレガー＆ マーガレット・オズボーン・デュポン
4. スベン・デビッドソン＆ シャーリー・フライ

## 大会経過

### 男子シングルス
準々決勝
- ハーバート・フラム vs.  フランク・セッジマン　2-6, 1-6, 6-3, 6-4, 7-5
- ディック・サビット vs.  アーサー・ラーセン　6-1, 6-4, 6-4
- エリック・スタージェス vs.  アルマンド・ビエラ　6-2, 6-0, 6-3
- ケン・マグレガー vs.  レナート・ベルゲリン　6-0, 4-6, 5-7, 6-2, 6-4

準決勝
- ディック・サビット vs.  ハーバート・フラム　1-6, 15-13, 6-3, 6-2
- ケン・マグレガー vs.  エリック・スタージェス　6-4, 3-6, 6-3, 7-5

### 女子シングルス
準々決勝
- ルイーズ・ブラフ vs.  ケイ・タッキー　5-7, 6-1, 6-3
- シャーリー・フライ vs.  ジーン・ウォーカー・スミス　8-6, 6-4
- ドリス・ハート vs.  ナンシー・チャフィー　6-3, 6-3
- ベバリー・ベーカー vs.  マーガレット・オズボーン・デュポン　6-1, 4-6, 6-3

準決勝
- シャーリー・フライ vs.  ルイーズ・ブラフ　6-4, 6-2
- ドリス・ハート vs.  ベバリー・ベーカー　6-3, 6-1

## 決勝戦の結果
男子シングルス
- ディック・サビット vs.  ケン・マグレガー　6-4, 6-4, 6-4

女子シングルス
- ドリス・ハート vs.  シャーリー・フライ　6-1, 6-0

男子ダブルス
- フランク・セッジマン＆ ケン・マグレガー vs.  ヤロスラフ・ドロブニー＆ エリック・スタージェス　3-6, 6-2, 6-3, 3-6, 6-3

女子ダブルス
- ドリス・ハート＆ シャーリー・フライ vs.  ルイーズ・ブラフ＆ マーガレット・オズボーン・デュポン　6-3, 13-11

混合ダブルス
- フランク・セッジマン＆ ドリス・ハート vs.  メルビン・ローズ＆ ナンシー・ウィン・ボルトン　7-5, 6-2